# سيفيتون
السيفيتون هو كيتون حلقي وأحد أقدم مكونات العطور، إذ أنه المكون الرئيسي في مسك قط الزباد، وأخذ الاسم من الاسم الإنجليزي للحيوان «civet».
السيفيتون قريب في رائحته من المسك نظرا لأن كلاهما يتكون من جزيء حلقي كبير، وهو ذو رائحة قوية، ولكنها تصبح لطيفة عندما يتمم تمديدها بشكل كبير.
يمكن إجراء اصطناع عضوي للمركب من مركبات طليعية موجودة في زيت النخيل.

## اقرأ أيضاً
- مسكون